# SAIPA Saba
El SAIPA Saba También conocido como Kia Pride es un modelo de automóvil del segmento A producido en Irán, por medio de la firma productora de autos SAIPA.

## Historia
Su origen mecánico es el del KIA Pride, el cual es más conocido en otros países como Mazda 121 y Ford Festiva, y es en el momento el automóvil moderno con más unidades fabricadas y remarcadas que actualmente se siga produciendo en el mundo, solo por detrás de los modelos de la rusa AvtoVAZ (el Zhiguli). El valor de vehículo inicialmente por el cual se comercializó fue de 100 millones de riales iraníes (US$10.000).
Su producción se inició primero como un acuerdo de licenciamiento entre la KIA surcoreana y la SAIPA iraní. Dicho acuerdo se estipuló con fin hasta el año 2012, desde el cual la licencia fue cedida a un fabricante chino de bajo coste, tras lo cual su producción en Irán se descontinuó parcialmente.
Tras años de investigación, se retomó luego su producción local, tras haberse "clonado" el motor japonés original localmente. En la actualidad es la alternativa de bajo costo para el ciudadano iraní que desea un automóvil como medio de locomoción.

## Descripción

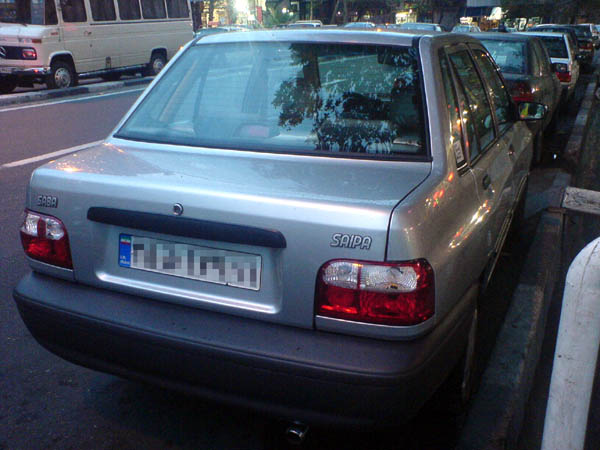
Vista posterior de un SAIPA Saba.

Al basarse en el modelo surcoreano, se debe entender que es igual en prestaciones al modelo japonés del cual tomó su base mecánica, el Mazda 121 de 1.er generación; que a su vez fue un modelo remarcado del Ford Festiva.
tanto en el mercado asiático como en el australiano, ya que la versión iraní es del tipo liftback, más corta, y que nunca fue manufacturada para el mercado de Japón, pero que resultó de gran aceptación tanto en Irán como en el medio oriente y en el Magreb, donde también se exportó y ahora se ensambla con gran éxito.

## Variantes

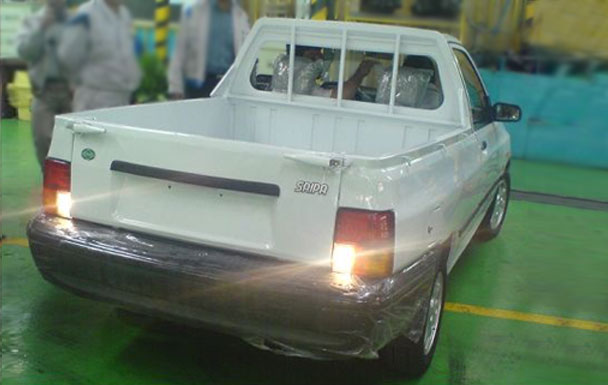
Vista posterior de un SAIPA 132.

- SAIPA Saba - Versión original del Kia Pride Pop.
- SAIPA Nasim - Versión liftback, muy parecida a la station wagon surcoreana, pero más corta. De cinco puertas y amplio maletero.
- SAIPA 132 - Versión platón del SAIPA Saba.
- SAIPA 141 - Versión remozada del Saba, con nueva mecánica.

## Especificaciones

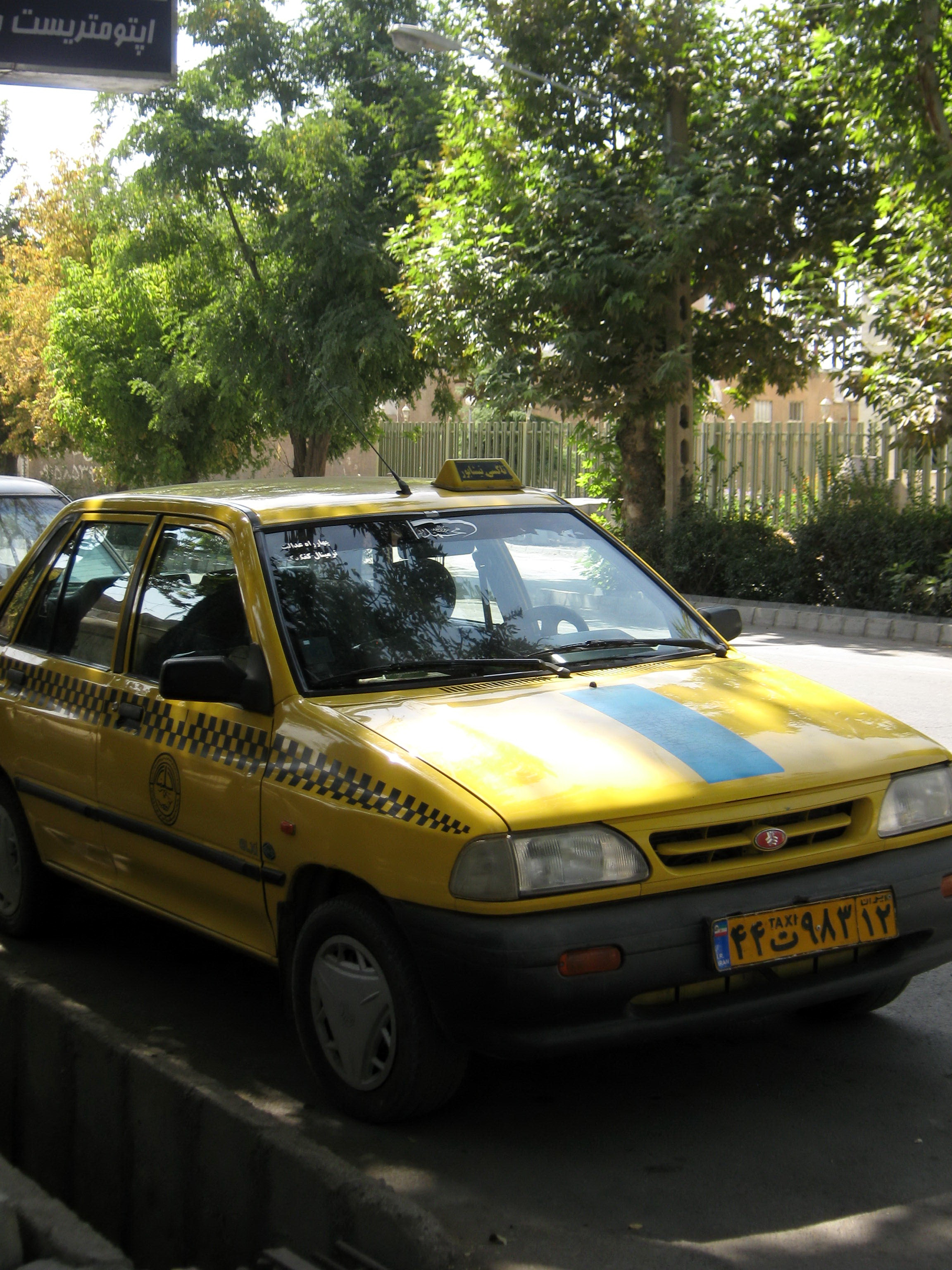
Como coche de servicio público, el SAIPA Saba es muy común tanto en su país natal, Irán; como en los países del Magreb.

### Motorización
- Modelo del motor: M13NI (versión iraní del CA87 japonés)
- Tipo: SOHC
- Sistema de inyección: eléctrica
- Desplazamiento: 1.323 cc. (1.3 L)
- Potencia máxima: 61 HP @ 5000RPM
- Torque máximo: 103 NM @ 2800
- Relación de compresión: 9,7:1
- N° de válvulas: 8

### Transmisión y embrague
- Tipo de embrague: Mecánico
- Caja de cambios: Manual de 5 velocidades más reversa.
- Tracción: Delantera.

### Frenos y suspensión
Suspensión
- Delantera: independiente. Tipo MacPherson (Gas), resortes de espiral a presión.
- Trasera: tipo semiindependiente, resortes de espiral a presión

Sistema de frenos
- Delanteros: frenos de disco.
- Traseros: frenos de tambor.

Dirección
- Tipo: mecánica, de barra y piñón.

LLantas y rines
- Llantas: 165/65R13
- Rin: 13"; patrón de pernos 114.3 mm, de acero estampado o aluminio.

### Otras especificaciones
- Odómetro digital
- Velocímetro análogo
- Revolucionómetro análogo
- Antena eléctrica
- Apertura del maletero eléctrica desde el interior
- Retrovisores ajustables
- Tercer stop
- Sistema de reciclaje de aire y filtro de polen (antialérgico)
- Capacidad de tanque de gasolina: 37 L
- Tipo de combustible: gasolina 95 octanos
- Líquido de freno: AES-DOT 3
- Encendido electrónico
- Aire acondicionado